# 728
728(칠백이십팔)은 727보다 크고 729보다 작은 자연수다.

## 수학
- 합성수로, 그 약수는 총 16개다. (1, 2, 4, 7, 8, 13, 14, 26, 28, 52, 56, 91, 104, 182, 364, 728)
  - 728의 진약수의 합은 952이므로, 728은 과잉수다.
- {\displaystyle 728=26\times 28}
  - 연속하는 두 짝수의 곱으로 나타낼 수 있으며, 이 성질을 지닌 앞의 수는 624, 다음 수는 840이다.
- {\displaystyle 728=7^{2}+8^{2}+9^{2}+10^{2}+11^{2}+12^{2}+13^{2}}
  - 연속하는 자연수 7개의 제곱합으로 나타낼 수 있으며, 이 성질을 지닌 앞의 수는 595, 다음 수는 875다.
- {\displaystyle 728=6^{3}+8^{3}}
  - 연속하는 두 짝수의 세제곱합으로 나타낼 수 있으며, 이 성질을 지닌 앞의 수는 280, 다음 수는 1512이다.

## 과학·기술
- NGC 728(프랑스어판): 물고기자리 방향에 있는 삼중성.
- 728 레오니시스(영어판): 소행성.
- G.728: 16 kbit로 동작하는 음성 부호화를 위한 ITU-T 표준.
- IBM 728(영어판): IBM의 자기 테이프 드라이브.
- SVI-728(영어판): 스펙트라비디오(영어판)의 최초의 가정용 컴퓨터.

## 교통

### 철도
- 서울 지하철 7호선 자양역의 역번호.

### 도로
- 현도 제728호선

## 군사
- 728 해군 항공대(영어판): 과거 존재한 영국의 해군 항공대.

## 문화유산
- 대한민국의 보물 제728호: 설씨부인 권선문

## 기타
- 날짜: 7월 28일
- 연도: 728년, 기원전 728년